# Корреа, Хавьер Марсело
Хавьер Марсело Корреа (исп. Javier Marcelo Correa; род. 23 октября 1993 или 23 октября 1992, Кордова) — аргентинский футболист, нападающий клуба «Сантос Лагуна».

## Клубная карьера
Корреа — воспитанник клуба «Институто». 11 октября 2009 года в матче против «Альдосиви» он дебютировал в Примере B Насьональ. В 2012 году игрок выступал за «Хенераль Пас Хуниорс». Летом того же года Корреа перешёл в «Феррокарриль Оэсте». 13 августа в матче против «Олимпо» он дебютировал за новую команду. 30 марта 2013 года в поединке против своего бывшего клуба «Институто» Хавьер забил свой первый гол за «Феррокарриль Оэсте».
В начале 2014 года Корреа перешёл в парагвайскую «Олимпию». 9 марта в матче против «Рубио Нью» он дебютировал в парагвайской Примере. Летом того же года Корреа вернулся на родину, став игроком «Росарио Сентраль». 25 октября в матче против «Бельграно» он дебютировал в аргентинской Примере. 20 ноября в поединке Кубка Аргентины против «Архентинос Хуниорс» Хавьер забил свой первый гол за «Росарио Сентраль».
В начале 2015 года Корреа подписал контракт с «Годой-Крус». 7 марта в матче против «Нуэва Чикаго» он дебютировал за новую команду. 4 апреля 2016 года в поединке против «Велес Сарсфилд» Хавьер забил свой первый гол за «Годой-Крус». В 2017 году в матчах Кубка Либертадорес против бразильских «Атлетико Минейро», «Гремио» и перуанского «Спорт Бойз». В начале 2018 года Корреа перешёл в «Колон»«». 3 февраля в матче против «Индепендьенте» он дебютировал за новую команду. 20 февраля в поединке против «Химнасия Ла-Плата» Хавьер забил свой первый гол за «Колон». 
В начале 2019 года Корреа перешёл в мексиканский «Сантос Лагуна». 14 января в матче против «Атлетико Морелия» он дебютировал в мексиканской Примере. 19 января в поединке против «Пуэблы» Хавьер забил свой первый гол за «Сантос Лагуна». 21 февраля в матче Лиги чемпионов КОНКАКАФ против гондурасского «Марафона» он сделал хет-трик. 
Летом 2019 года Корреа на правах аренды перешёл в «Атлас». 20 июля в матче против «Хуарес» он дебютировал за новый клуб. 10 августа в поединке против Веракрус Хавьер забил свой первый гол за Атлас. Летом 2021 года Корреа на правах аренды вернулся на родину в «Расинг» из Авельянеды. 18 июля в матче против «Велес Сарсфилд» он дебютировал за новую команду. 21 июля в поединке Кубка Либертадорес против «Сан-Паулу» Хавьер забил свой первый гол за «Расинг». В 2022 году в розыгрыше Южноамериканского кубка против «Куябы» и «Мельгара» он забил по голу. По окончании аренды он вернулся в «Сантос Лагуну».